# Sierras de Ventania
Il sistema montuoso delle Sierras de Ventania, chiamato anche delle montagne meridionali della provincia di Buenos Aires, è una catena montuosa situata a sud-ovest della provincia appena citata in Argentina. Essa si estende dalla città di Puan a Indio Rico nel Partido di Coronel Pringles. Si tratta di formazioni rocciose formatesi nel Cenozoico e chiamate dai nativi americani stanziatisi nei pressi delle stesse Sierra de Casuhati: tale nome viene riportato per la prima volta su una mappa dal gesuita José Cardiel nel 1702.
Le montagne si sviluppano per 188 km da nord-ovest a sud-ovest e risultano le più alte della provincia, superando quindi l'altra catena di Buenos Aires, quella della Tandilia.
Tra le cime più elevate si annoverano Cura Malal Chico (1000 m s.l.m.), Cura Malal Grande (1037 m s.l.m.), Napostá Grande (1108 m s.l.m.), Ventana (1136 m s.l.m.) e Tres Picos, la maggiore della provincia di Buenos Aires (1239 m s.l.m.).
Il sistema montuoso della Ventania rappresenta l'attrazione principale della regione turistica chiamata in maniera omonima, ovvero la Sierra de la Ventana.

## Geografia
Le rocce precambriane costituiscono il basamento cristallino di questa catena montuosa, vecchia circa 480 milioni di anni.

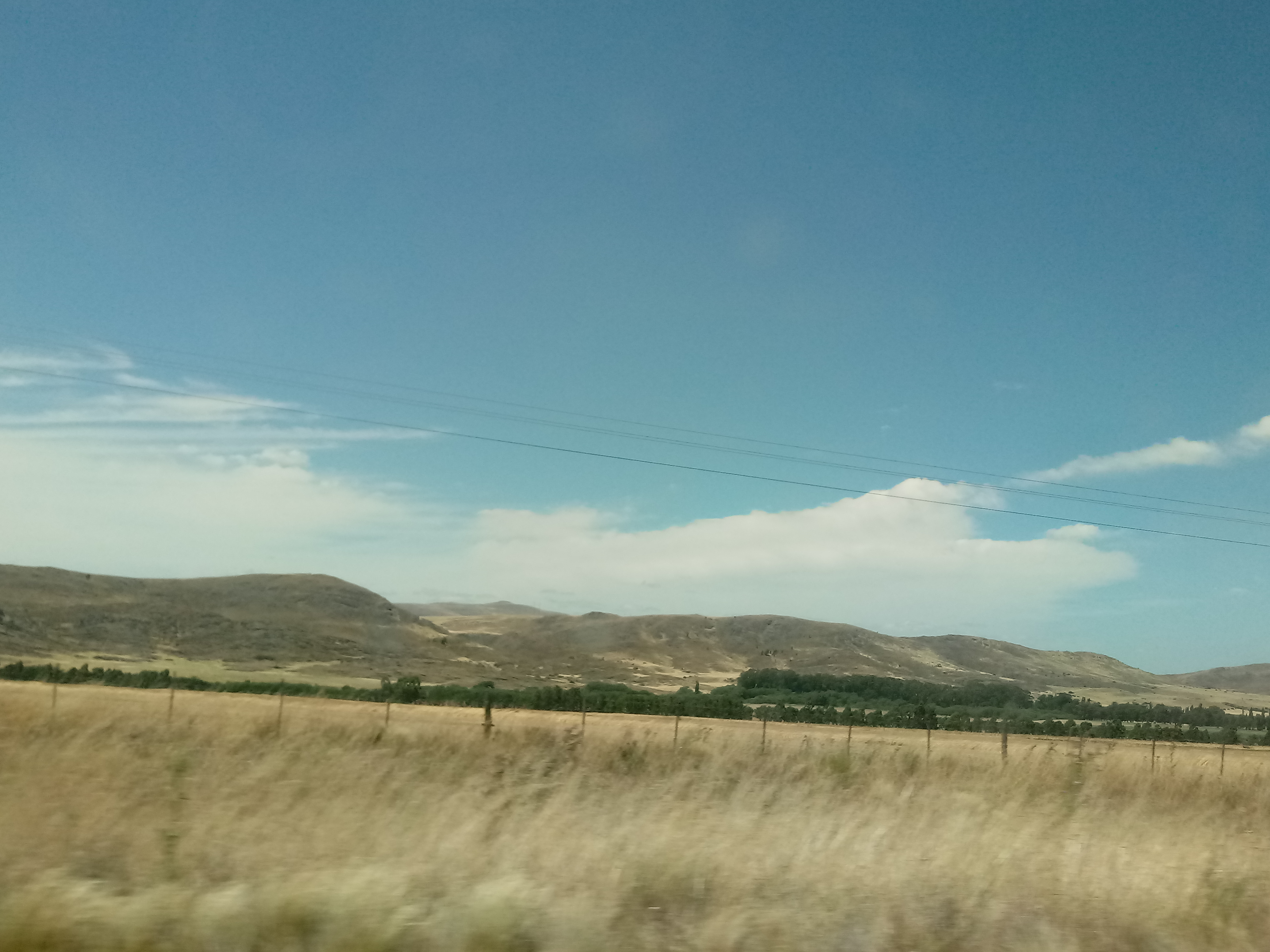
Sierras de Ventania nelle vicinanze della città di Tornquist

Sierras de la Ventania viene tradizionalmente suddivisa sulla base delle indicazioni geografiche e geologiche in ulteriori sottosezioni, quali Sierras de Puan, Sierras de Cura Malal, Sierras de Bravard, Sierras de las Tunas e Sierras de Pillahuincó.
I rilievi si caratterizzano per essere bassi, in quanto superano a malapena i 1100 m s.l.m. I suoli risultano bassi e asciutti e le alture rappresentano un'eccezione nella pianeggiante regione della pampa. Cerro Ventana, la seconda cima più alta con i suoi 1.136 metri sul livello del mare, da cui deriva il nome dell'intera catena montuosa, è un tipico esempio di finestra tettonica e di pieghe causate dall'erosione eolica.

## Geologia

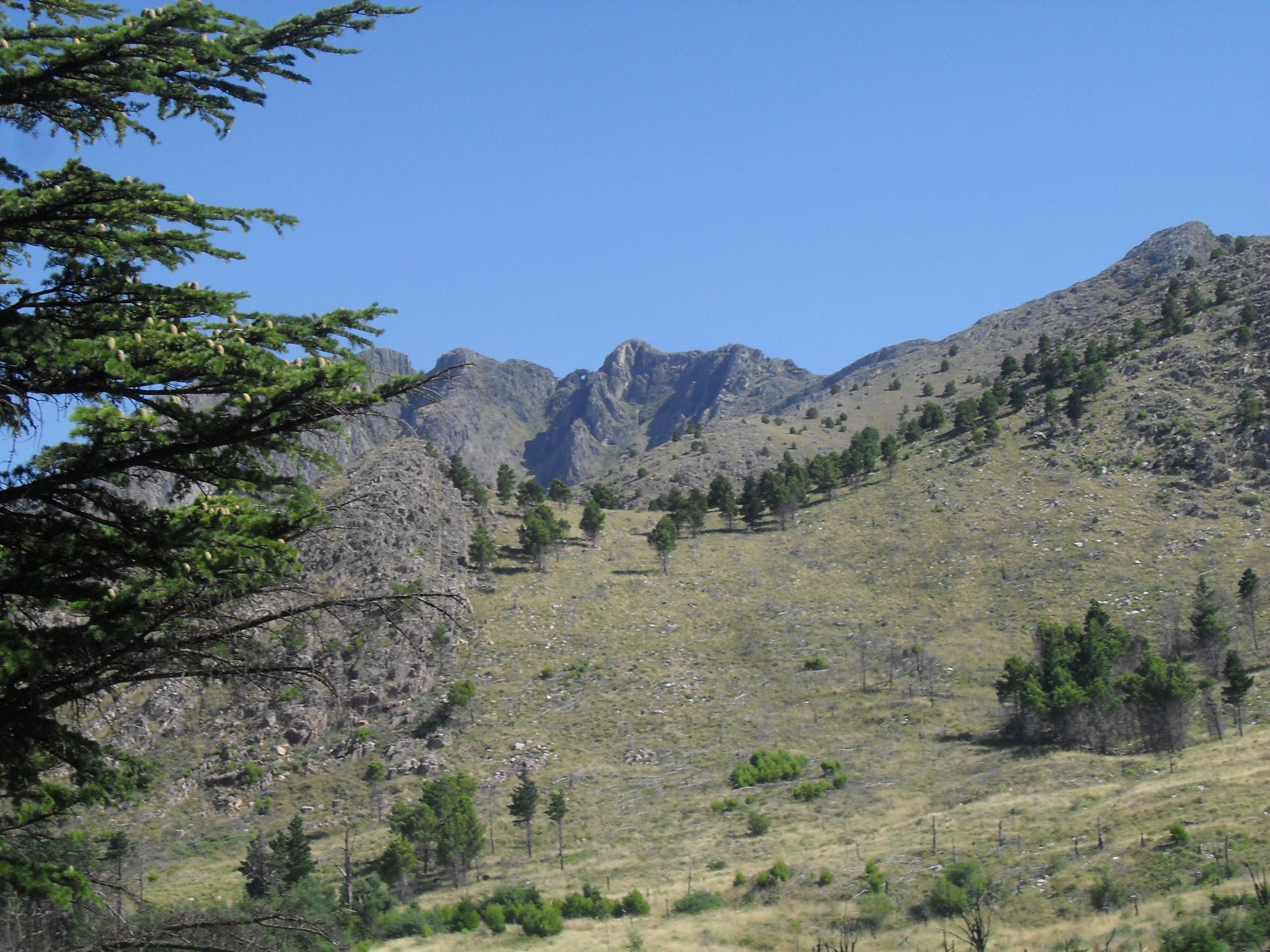
Cerro Ventana. Si possono ammirare la finestra tettonica e le pieghe della vetta che conferisce il nome alla catena montuosa

Gli affioramenti rocciosi consolidati occupano aree più estese rispetto alla catena di Tandilia e le ripide scarpate hanno impedito la deposizione di löss: è comune infatti ritrovare la roccia nuda o suoli molto poco profondi (profilo superficiale "A-AC-C" a poca distanza dalla pietra). Per via di queste caratteristiche e per la sua inaccessibilità, il centro delle Sierras de Ventania permette solamente la presenza di praterie naturali.
Il settore nord-orientale presenta suoli simili ai pedemontali della Tandilia, anche se lo strato sottostante è più variegato e limita fortemente l'esplorazione radicolare. Inoltre, il clima è più secco e più freddo, causando maggiori limitazioni allo sviluppo delle colture.
Sul lato sud-occidentale e nei pressi delle alture presenti in quella zona, il profilo del suolo è differente, con un minor contenuto di sostanza organica e gli orizzonti "AC" e "C" (sottosuoli più sottili e meno argillosi, tipici caratteristica di un regime di bassa umidità), meno manto vegetale e meno carbonati, presenti anche in polvere fino a 4 dm di profondità.
Il settore meridionale vede la presenza di colline più dolci e basse montagne. Si intravedono nelle quote più alte suoli molto superficiali come gli Haplustolls litici, quando invece nelle valli si rintracciano suoli "profondi" a causa di movimenti erosivi.

## Ambiente
La presenza di una catena montuosa nei pressi delle vaste pampas costituisce quasi un unicum: in virtù delle caratteristiche differenti rispetto al resto della regione, l'ecosistema locale risulta particolarmente variegato. I processi geologici che ne hanno causato la formazione e il clima che si riscontra su quote più elevate condizionano in maniera inevitabile la fauna e la flora locale, quest'ultima tipica del piano sub-montano e montano. Endemica di questa zona è la lucertola color rame di Ventana (Pristidactylus casuhatiensis).

### Conservazione
Nella regione si trova il Parco provinciale Ernesto Tornquist, il quale occupa una superficie di 6.718 ettari. Il territorio protetto circonda grosso modo il monte Ventana con la sua caratteristica conca alla sua sommità, formazione naturale per cui questo intero sistema montuoso è chiamato è stato dichiarato monumento naturale nel 1959.

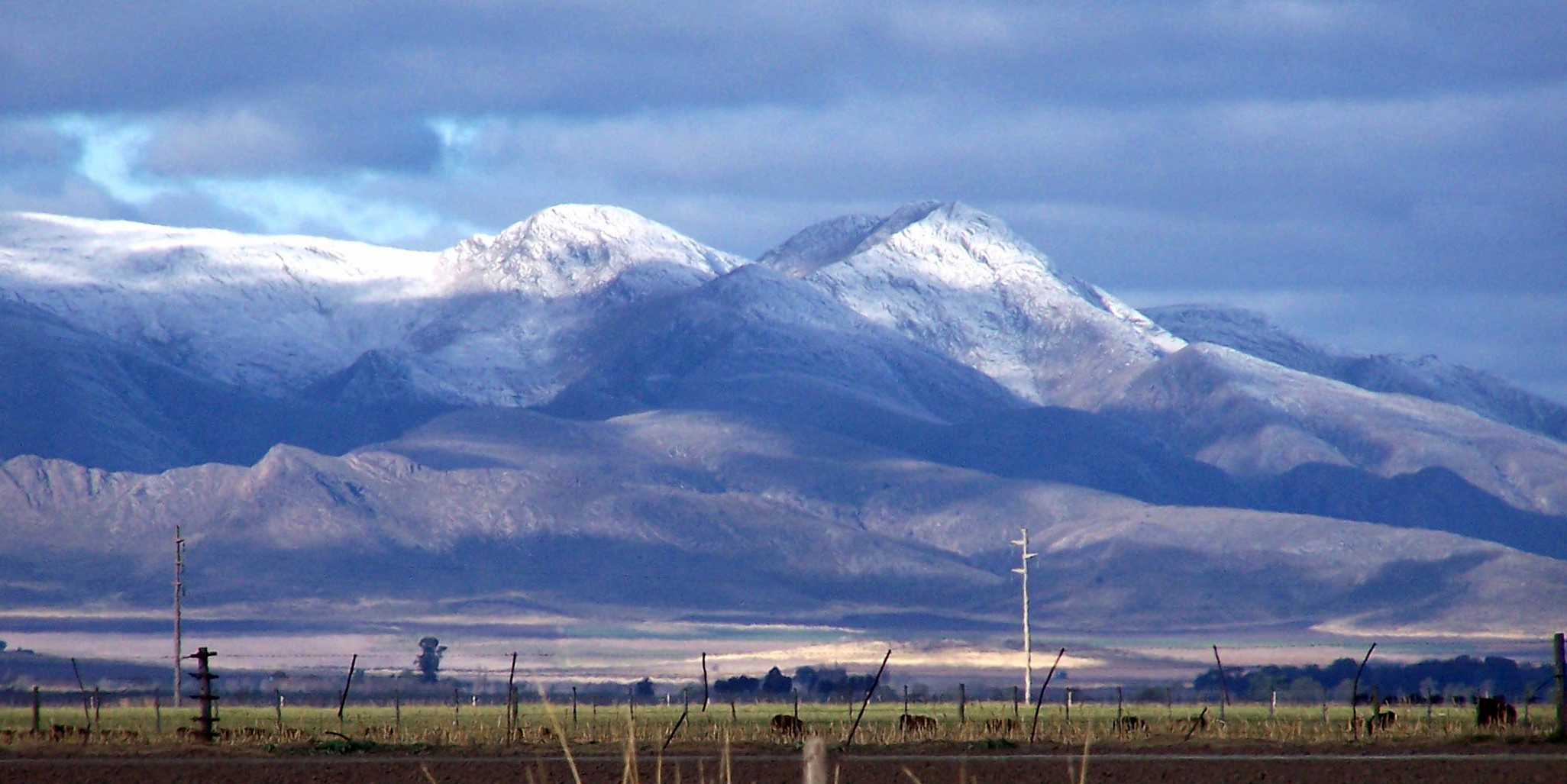
Sierra de la Ventana in inverno